# Erastroides javensis
Erastroides javensis là một loài bướm đêm trong họ Noctuidae.